# Hogem Ranges
Hogem Ranges är ett berg i Kanada.   Det ligger i provinsen British Columbia, i den centrala delen av landet, 3 600 km väster om huvudstaden Ottawa. Toppen på Hogem Ranges är 1 092 meter över havet, eller 6 meter över den omgivande terrängen. Bredden vid basen är 0,23 km.
Terrängen runt Hogem Ranges är kuperad. Trakten runt Hogem Ranges är nära nog obefolkad, med mindre än två invånare per kvadratkilometer.. Det finns inga samhällen i närheten.
I omgivningarna runt Hogem Ranges växer i huvudsak barrskog.